# جورج وجونغل (فلم)
جورج وجونغل هو فيلم حركة تم إنتاجه في الولايات المتحدة وصدر في سنة 1997. من بطولة برندان فريزر وليزلي مان وتوماس هادن تشورتش وهولند تايلور وجون كليز.

## الميزانية والإيرادات
بلغت تكلفة إنتاج الفيلم حوالي 55 مليون دولار بينما حقق أرباحا تقدر بـ 174.4 مليون دولار.

## روابط خارجية
- مقالات تستعمل روابط فنية بلا صلة مع ويكي بيانات